# Kosei Nakamura
Kosei Nakamura (中村 幸聖 Nakamura Kosei?, nacido el 5 de abril de 1981 en Kumamoto) es un exfutbolista japonés. Jugaba de delantero y su último club fue el Albirex Niigata Singapur.

## Trayectoria

### Clubes
| Club                     | País     | Año         |
| ------------------------ | -------- | ----------- |
| Kashima Antlers          | Japón    | 2000 - 2002 |
| Montedio Yamagata        | Japón    | 2003 - 2004 |
| Albirex Niigata          | Japón    | 2005 - 2006 |
| Albirex Niigata Singapur | Singapur | 2005        |

## Palmarés

### Títulos nacionales
| Título             | Club            | País  | Año  |
| ------------------ | --------------- | ----- | ---- |
| Copa J. League     | Kashima Antlers | Japón | 2000 |
| J1 League          | Kashima Antlers | Japón | 2000 |
| Copa del Emperador | Kashima Antlers | Japón | 2000 |
| J1 League          | Kashima Antlers | Japón | 2001 |
| Copa J. League     | Kashima Antlers | Japón | 2002 |